# Wereldkampioenschappen veldrijden - Vrouwen beloften
De categorie vrouwen beloften staat sedert 2016 op het programma van de wereldkampioenschappen veldrijden.

## Medaillewinnaars
| Jaar | Plaats       | Goud                     | Zilver                     | Brons                      |
| 2027 | Oostende     |                          |                            |                            |
| 2026 | Hulst        |                          |                            |                            |
| 2025 | Liévin       | Zoe Bäckstedt            | Marie Schreiber            | Leonie Bentveld            |
| 2024 | Tábor        | Zoe Bäckstedt            | Kristýna Zemanová          | Leonie Bentveld            |
| 2023 | Hoogerheide  | Shirin van Anrooij       | Zoe Bäckstedt              | Kristýna Zemanová          |
| 2022 | Fayetteville | Puck Pieterse            | Shirin van Anrooij         | Fem van Empel              |
| 2021 | Oostende     | Fem van Empel            | Aniek van Alphen           | Kata Blanka Vas            |
| 2020 | Dübendorf    | Marion Norbert-Riberolle | Kata Blanka Vas            | Anna Kay                   |
| 2019 | Bogense      | Inge van der Heijden     | Fleur Nagengast            | Ceylin del Carmen Alvarado |
| 2018 | Valkenburg   | Evie Richards            | Ceylin del Carmen Alvarado | Nadja Heigl                |
| 2017 | Belvaux      | Annemarie Worst          | Ellen Noble                | Evie Richards              |
| 2016 | Zolder       | Evie Richards            | Nikola Nosková             | Maud Kaptheijns            |

## Medaillespiegel
| Plaats | Land                | Goud | Zilver | Brons | Totaal |
| ------ | ------------------- | ---- | ------ | ----- | ------ |
| 1      | Nederland           | 5    | 4      | 5     | 14     |
| 2      | Verenigd Koninkrijk | 4    | 1      | 2     | 7      |
| 3      | Frankrijk           | 1    | 0      | 0     | 1      |
| 4      | Tsjechië            | 0    | 2      | 1     | 3      |
| 5      | Hongarije           | 0    | 1      | 1     | 2      |
| 6      | Verenigde Staten    | 0    | 1      | 0     | 1      |
| 6      | Luxemburg           | 0    | 1      | 0     | 1      |
| 8      | Oostenrijk          | 0    | 0      | 1     | 1      |
| Totaal | Totaal              | 10   | 10     | 10    | 30     |

| Plaats | Naam               | Goud | Zilver | Brons | Totaal |            |
| ------ | ------------------ | ---- | ------ | ----- | ------ | ---------- |
| 1      | Zoe Bäckstedt      | 2    | 1      | 0     | 3      | 2024, 2025 |
| 2      | Evie Richards      | 2    | 0      | 1     | 3      | 2016, 2018 |
| 3      | Shirin van Anrooij | 1    | 1      | 0     | 2      | 2023       |
| 4      | Fem van Empel      | 1    | 0      | 1     | 2      | 2021       |

Bijgewerkt op 2 februari 2025.
2016 · 
2017 · 
2018 · 
2019 ·
2020 ·
2021 ·
2022 ·
2023 ·
2024 ·
2025
1950 · 
1951 · 
1952 · 
1953 · 
1954 · 
1955 · 
1956 · 
1957 · 
1958 · 
1959 · 
1960 · 
1961 · 
1962 · 
1963 · 
1964 · 
1965 · 
1966 · 
1967 · 
1968 · 
1969 · 
1970 · 
1971 · 
1972 · 
1973 · 
1974 · 
1975 · 
1976 · 
1977 · 
1978 · 
1979 · 
1980 · 
1981 · 
1982 · 
1983 · 
1984 · 
1985 · 
1986 · 
1987 · 
1988 · 
1989 · 
1990 · 
1991 · 
1992 · 
1993 · 
1994 · 
1995 · 
1996 · 
1997 · 
1998 · 
1999 · 
2000 · 
2001 · 
2002 · 
2003 · 
2004 · 
2005 · 
2006 · 
2007 · 
2008 · 
2009 · 
2010 · 
2011 · 
2012 · 
2013 · 
2014 · 
2015 · 
2016 · 
2017 · 
2018 · 
2019 ·
2020 ·
2021 ·
2022 ·
2023 ·
2024 ·
2025

Categorieën

Mannen elite · 
vrouwen elite · 
mannen beloften · 
vrouwen beloften · 
jongens junioren · 
meisjes junioren · 
gemengde estafette

Voormalig:
mannen amateurs